# Sceloporus malachiticus
Sceloporus malachiticus е вид влечуго от семейство Phrynosomatidae. Видът не е застрашен от изчезване.

## Разпространение
Разпространен е в Гватемала, Коста Рика, Никарагуа, Панама, Салвадор и Хондурас.

## Описание
Популацията на вида е стабилна.